# Albert Lichtenberg

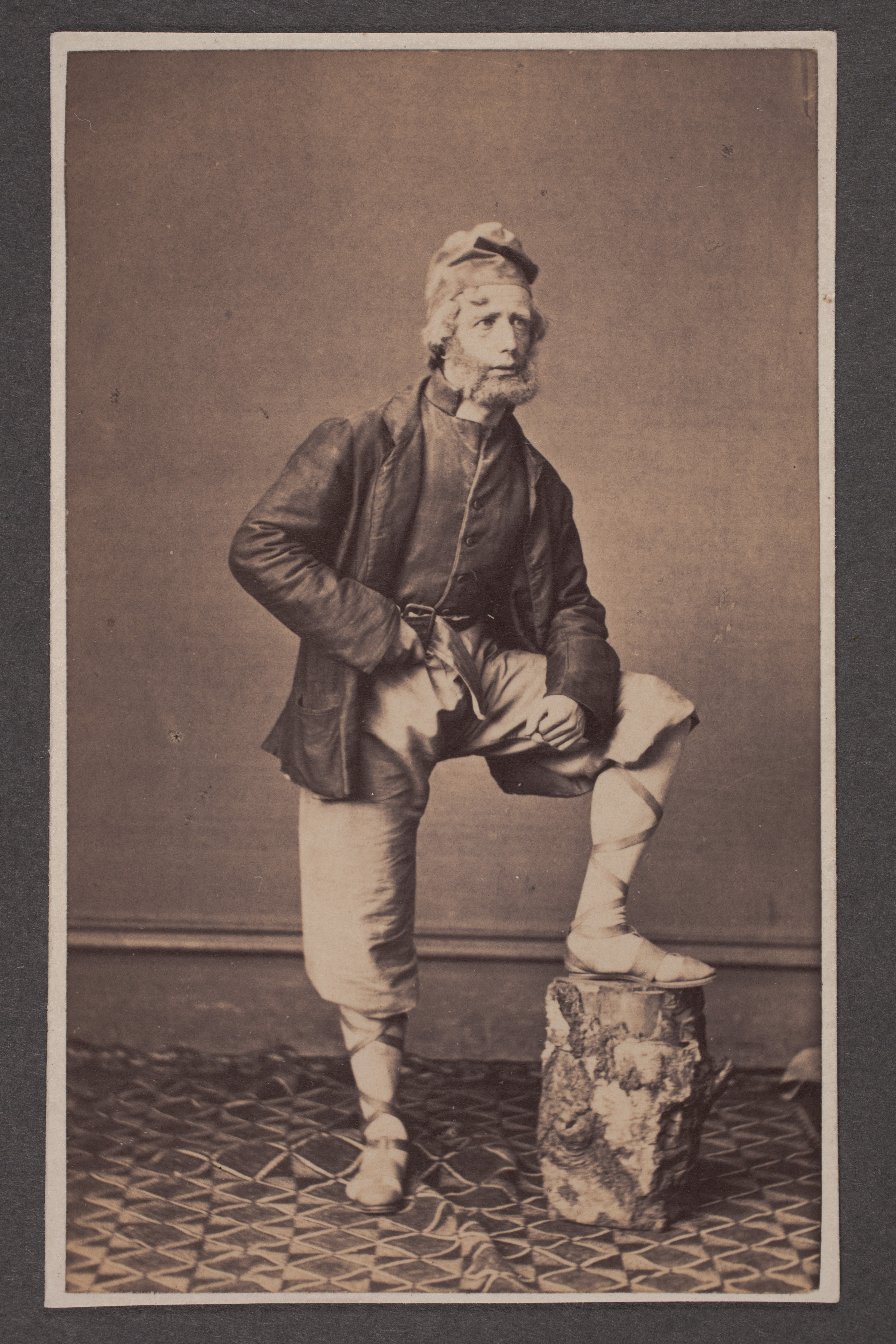
Albert Lichtenberg 1860

Albert Lichtenberg, född 18 augusti 1830 i Göteborg, död där 22 februari 1894, var en svensk skådespelare.
Albert Lichtenberg var son till handlaren Ludvig Lichtenberg. Efter att flera år varit anställd i David Felix Bonniers bokhandel i Göteborg debuterade han som skådespelare hos Oscar Andersson på Nya Teatern som Narcisse Rameau i Albert Brachvogels skådespel med samma namn, 1861 debuterade han på Kungliga Teatern som Måns Bengtsson Natt och Dag i August Blanches Engelbrekt och hans dalkarlar och Chevalier Donato Conti i Eugène Scribes Strozzi och Martino. Då debuterna inte resulterade i någon fast anställning, företog Lichtenberg en längre studieresa till Tyskland och Frankrike. Efter att 1864 ha återvänt till Sverige tillhörde han 1864–1867 Åhman och Pousettes nybildade sällskap och framträdde med detta under tre somrar på Humlegårdsteatern, särskilt med komedier. 1867 debuterade han på Dramatiska teatern som Ludvig XI i Théodore de Banvilles Gringoire och var 1868 knuten till Mindre teatern. 1869–1870 var han anställd vid Nya teatern i Helsingfors, 1870–1871 vid Ahlström-Boström-Otterströms sällskap och 1871–1873 hos Wilhelm Åhman i Göteborg. I mitten av 1870-talet reste Lichtenberg till Italien, där han var bibliotekarie vid Skandinaviska föreningen i Rom. Han återvände till Sverige 1878 och uppträdde på Nya teatern i Göteborg. Av hälsoskäl lämnade han kort därefter skådespeleriet och ägnade sig åt undervisning i deklamation och dramatisk framställningskonst i Göteborg. Bland Lichtenbergs roller märks Kung Lear, Prins Erik i Johan Börjessons Solen sjunker, Hieronymus i Zacharias Topelius Regina von Emmeritz och Konung René i Henrik Hertz Kung Renés dotter. Lichtenberg var även verksam som översättare från italienskan, bland annat utgav han 1883 en bearbetning av Niccolo Machiavellis klassiska lustspel Mandragola.